# Demografía de Tailandia

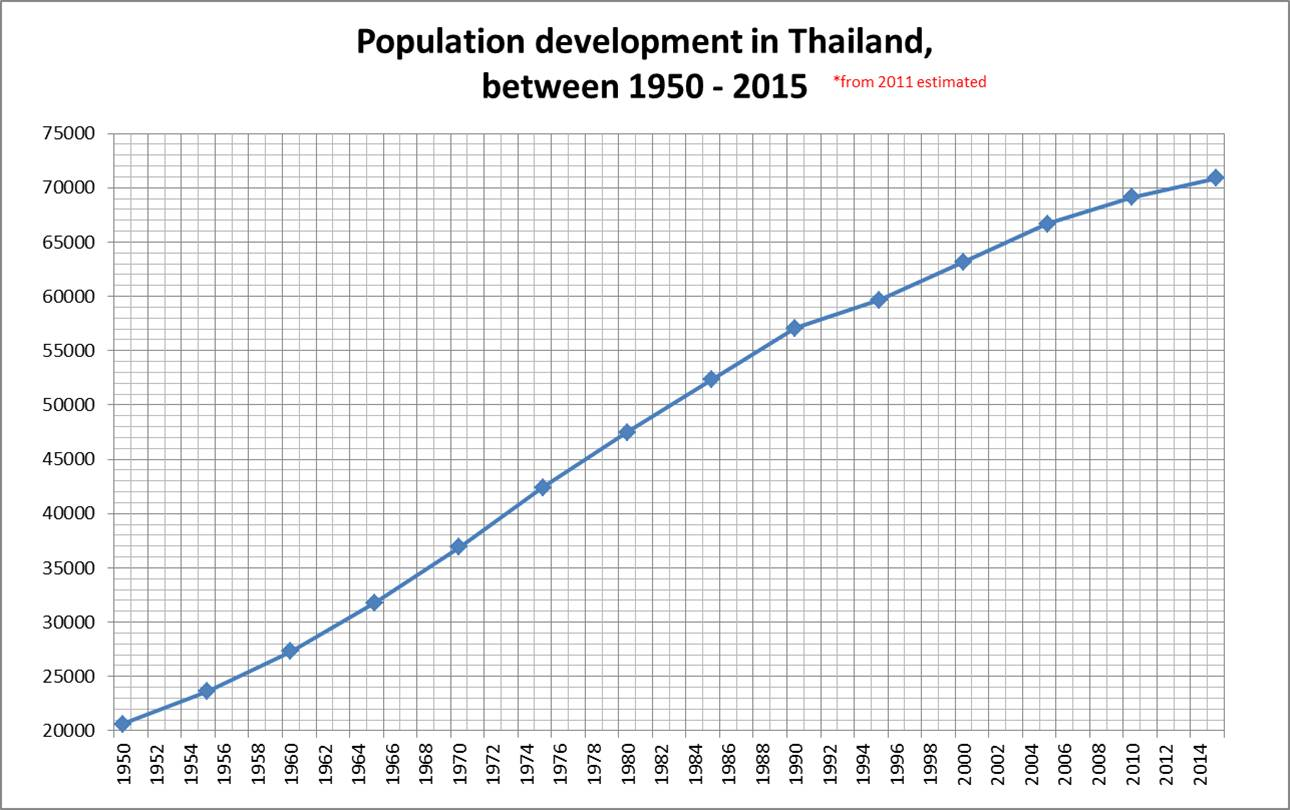
La población de Tailandia, de 1950 a 2015.

## Datos de población
- Por año: 65.905.410 (2009), 65.493.296 (2008), 65.068.149 (2007), 64.631.595 (estimación de 2006), 60.607.619 (censo de 2000), 57.788.965 (censo de 1992), 54.548.530 (censo de 1990), 44.824.540 (censo de 1980), 34.397.374 (censo de 1970), 26.257.916 (censo de 1960), 17.442.689 (censo de 1947), 14.464.105 (censo de 1937), 11.506.207 (censo de 1929), 9.207.355 (censo de 1919), 8.266.408 (censo de 1911), 8.149.487 (censo de 1909)

- Crecimiento: +0,601% (2010) +0,615% (2009) +0,64% (2008) 
  - Nacimientos: 13,21/1.000 (2010)  13,57/1.000 (2008)
  - Defunciones: 7,2/1.000 (2010) 7,17/1.000 (2008)
  - Hijos por mujer: 1,65 (2009, 2015), 1,64 (2017)

Información de censos de 1909, 1919, 1929, 1939 y 1949.
- En el 2000 eran 29.844.870 hombres y 30.762.077 mujeres.
  - En 1995 el 30,5% casadas, 13,6% solteras, 4,7% viudas, 1,5% divorciadas.
  - En 1990 el 29,1% casadas, 15,4% solteras, 4,5% viudas, 1,4% divorciadas, 0,5% desconocido.[1]

## Etnias
Censo del 2000:
- Tailandeses 81,4%
- Chinos 10,6% (7.053.240)
- Malayo 3,7%
- Jemer 1,9%
- Otros 2,4%

## Idiomas
- Oficial: Idioma tailandés 93,5%

Minoritarios:
- Idioma jemer 2,3%
- Idioma malayo 2,2%
- Lenguas de las tribus de las colinas 1,2%

Otros 2,4%
Organizaciones lingüísticas y otros
- Idioma inglés (usado por la élite).
  - Consejo británico, desde 1952
- Lengua de signos Ban Khor (código bfk)
- Lengua de signos Chiangmai (código csd)
- Idioma francés
  - Alianza francesa en Bangkok
  - Alianza francesa en Chiang Mai
  - Alianza francesa en Chiang Rai
  - Alianza francesa en Phuket

- Censo de 1990: tailandés, 3,1% jemer, 2,1% malayo, 0,6% tribus de las colinas

## Religión
El Código penal prohíbe insultar o molestar cualquier religión o lugares de culto. La entidad RAD (dependiente del Ministerio del Interior) registra las organizaciones religiosas, para ingresar debe tener 5.000 fieles.
Censo del 2000:
- Budismo 94,568% (57.324.600) - oficial
- Islamismo 4,645% (2.815.900)
- Cristianismo 0,723% (438.600)
- Ateísmo 0,009% (6.000)
- Confucionismo 0,008% (4.900)
- Hinduismo 0,004% (2.900)
- Otras 0,032% (19.900)
- Desconocida 0,011% (4.500)

Censo de 1992: Budismo 93,47%, islamismo 3,96%, cristianismo 0,52%, hindus y sijismo 0,01%, otras 2,04%

## Salud
El 7 de abril de 1948, el país ayudó a crear la OMS.
- sida: 1,4% (2007), 1,5% (2003) 
  - Con sida: 610.000 (2007), 570.000 (2003)
  - Muertes de sida: 30.000 (2003), 58.000 (2003)
  - Nuevos casos: 23.475 (19.641 por sexo, 1.041 por inyecciones de drogas 2002), 22.151 (2003) 13.340 (2004)

- Otras: diarrea bacterial, hepatitis A, dengue (134 muertos en 2003), encefalitis japonesa, malaria, rabia, leptospirosis, y gripe aviar (2008)  
  - En 1997 hubo 2.301 suicidios (el 75,8% hombres) 
  - En el 2003 hubo 6.906 muertes de tuberculosis.
  - 16.161.920 habitantes que consumen bebidas alcohólicas
  - 11.354.285 habitantes fumadores de tabaco.

## Sexualidad
Utilización de métodos anticonceptivos
- Píldora anticonceptiva 37,5%
- Ligadura de trompas 24%
- Inyecciones de anticonceptivos combinados 18,8%
- Diu 8,1%
- Vasectomía 3,7%
- Norplant 3,2%
- Método ogino 2,5%
- Preservativo 1,5%

Grupos:
- Homosexualidad en Tailandia
- Prostitución en Tailandia

Tener relaciones sexuales con niñas menores de la edad de consentimiento de 15 años se considera violación de menores de acuerdo con la legislación tailandesa.